# Гагрин, Дмитрий Онуфриевич
Дмитрий Онуфриевич Гагрин (? — 1780) — полковник, участник подавления Пугачёвского восстания.

## Биография
Воспитывался в сухопутном кадетском корпусе, по выпуске из которого служил в армейской пехоте, а в 1770—1772 гг., состоя в чине секунд-майора Нарвского пехотного полка, находился почти во всех боях с польскими конфедератами и 14 июля 1772 года был награждён орденом св. Георгия 4 класса (№ 160 по кавалерскому списку Судравского и № 188 по списку Григоровича — Степанова)
За ревность и расторопность, оказанную во все время блокады Краковского замка.
В 1774 году Гагрин участвовал в усмирении восстания Пугачёва. Белобородов, один из сподвижников самозванца, действовал в Кунгурской провинции; Гагрин с небольшим отрядом отправился туда и 23 января прибыл к Кунгуру, осажденному мятежниками; при появлении его, все они бежали. Гагрин возвратился к своему посту, но через четыре дня, получив известие, что 2000 бунтовщиков опять скопились в окрестностях Кунгура, тотчас выступил, нашёл их в селе Ордынском, вступил в упорный бой, разбил и рассеял мятежников, отнял 18 чугунных пушек и взял в плен 62 человека; в этом бою он был ранен в ногу.
Узнав, что мятежники показались около Красноуфимской крепости, Гагрин быстро двинулся против них, 12 февраля настиг у деревни Ивановой и, несмотря на превосходство сил, разбил их и отнял 2 орудия. Бунтовщики бежали и заперлись в Красноуфимске; 19 февраля Гагрин явился туда, за версту от города был встречен многочисленной толпой, скоро разбил её, подступил к крепости и открыл нападение с двух сторон. Бунтовщики долго и упорно защищались; наконец, доведенные до изнеможения, бежали из крепости. Победитель десять верст преследовал бегущих, с боя отнял 3 пушки и в крепости нашел 5 пушек. Окрестности Кунгура были очищены.
Гагрин пошел после этого к Екатеринбургу. Мятежники укрепили Уткинский завод снежным валом, облитым водою и от стужи превратившимся в лед, обнесли вал рогатками, наверху его поставили туры, а в воротах пушки. Гагрин взял ледяную крепость и 6 верст преследовал бежавших мятежников. Несмотря на то, что боевые потери мятежников составили всего 15 человек, но «от страху» сдалось 587 человек с двумя знамёнами, кроме того Гагрин захватил 2 пушки. Для преследования Гагрин отправил всю бывшую у него кавалерию с добавлением посаженных на коней егерей, которые истребили ещё 45 человек и взяли 308 пленных и 4 орудия. Кроме конных егерей Гагрин с успехом использовал лыжников.
Не успел он ещё возвратиться в покоренную крепость, как получил известие, что Белобородов приближается с большой силой. Гагрин тотчас пошёл к нему навстречу, однако у Белобородова было всего 425 человек и Гагрин разбил его. За отличие под Уткинским заводом Гагрин 12 мая 1774 года особым указом императрицы Екатерины II был произведён в премьер-майоры.
Между тем Пугачёв, несколько раз пораженный князем Голицыным, начал ослабевать в Оренбургском крае. Это обстоятельство заставило толпы, опустошавшие Кунгурскую провинцию, возвратиться к Пугачёву.
Но недолго продолжалось спокойствие Кунгура: в июне Пугачёв, теснимый войсками, обратился к Каме и со всеми силами устремился на Кунгур; Гагрин отразил его и принудил отступить к Красноуфимску, а оттуда к Оссе.
Затем Гагрин принимал участие в отражении пугачёвцев от Екатеринбурга и преследовании их в сторону Казанской губернии. В августе Гагрин защищал Красноуфимскую крепость.
Храбрость и благоразумная распорядительность Гагрина были награждены чином подполковника и деревней.
Он умер в чине полковника в 1780 году.